# Motor Action Football Club
O Motor Action Football Club é um clube de futebol com sede em Mutare, Zimbabwe. A equipe compete no Campeonato Zimbabuense de Futebol.

## História
O clube foi fundado em 2000.